# اسیلور
اسیلور (به فرانسوی: Essilor) شرکت بینایی‌شناسی و چشم‌پزشکی فرانسوی است که به طراحی، تولید و فروش انواع عدسی‌ها و لنزهای چشمی می‌پردازد. دفتر مرکزی این شرکت در شهر شرانتون-لو-پون (در نزدیکی پاریس) فرانسه قرار دارد. این شرکت در سال ۱۹۷۲ با ادغام شرکت‌های اسل و سیلور تأسیس شد.
این شرکت بزرگ‌ترین تولیدکننده‌ لنزها و عدسی‌های چشمی است و اولین شرکتی است که واریلوکس (به انگلیسی: Varilux) اولین عدسی تدریجی دو دید در جهان که برای افراد مبتلا به پیرچشمی تجویز می‌شود، تولید نمود. لنز واریلوکس این افراد را قادر می‌سازد که تنها با یک نوع عدسی عینکی هم‌زمان دید دور و نزدیک واضحی داشته باشند.
در ژانویه سال ۲۰۱۷ اسیلور از ادغام شرکت تولیدکننده کالاهای لوکس لوکساتیکا (که به‌عنوان بزرگ‌ترین تولیدکننده عینک در جهان شناخته می‌شود) و خرید آن خبر داد. در یک اکتبر ۲۰۱۸ شرکت ادغامی با نام اسیلور لوکساتیکا تأسیس شد که ارزش بازار آن ۵۷ میلیارد یورو تخمین زده شد.
بخشی از سهام این شرکت در بازار بورس یورونکست پاریس معامله می‌شود، که به‌عنوان یکی از ۴۰ شرکت بزرگ مستقر در شهر پاریس محسوب می‌شود و یکی از اجزاء شاخص کاک ۴۰ نیز می‌باشد.
اسیلور در حال حاضر در بیش از ۱۰۰ کشور جهان تولیدات خود را عرضه می‌کند و عمده فعالیت‌های خود را تا حد زیادی بر روی بخش تحقیق و توسعه متمرکز نموده است.
شرکت اسیلور بزرگترین سازنده لنزهای چشمی در جهان است و در حال حاضر به عنوان چهارمین شرکت تولید کننده تجهیزات پزشکی اروپا شناخته می‌شود.

## تاریخچه

### از ۱۸۴۹ تا ۱۹۷۲: اسل و سیلور
اسل (به فرانسوی: Essel یا به صورت کامل Société des Lunetteries) یک شرکت عینک‌سازی بود که در سال ۱۸۴۹ تأسیس گردید که سپس L'Association Fraternelle des Ouvriers Lunetteries نامیده شد و در واقع شرکتی متشکل از شبکه‌ی کوچکی از کارگاه‌های مونتاژ عینک بود. این شرکت در اواخر قرن نوزدهم و اوایل قرن بیستم با خریداری چندین کارخانه در اطراف شهر پاریس و شرق فرانسه گسترش پیدا کر. اسل طولی نکشید که طراحی قاب عینک و خرید و فروش را نیز به فعالیت‌های خود اضافه کرد و در سرانجام در سال ۱۹۹۵ یک قاب عینک انحصاری به خود را به نام نایلور که امروزه هنوز از آن تولید و استفاده می‌شود، به بازار روانه کرد.
سیستم عینک نایلور یک لایه نازک نایلون فشرده که در اطراف عدسی قرار می‌گرفت و آن را به قاب نگاه می‌داشت معرفی کرد. اسل پیشرفت غیرمنتظره خود را مدیون تولید عدسی‌های واریلوکس به عنوان اولین عدسی تدریجی دو دید است که در سال ۱۹۵۹ آن را معرفی کرد.
سیلور (به فرانسوی: Silor یا به صورت کامل Société Industrielle de Lunetterie et d'Optique Rationnelle) در ابتدا با نام لیساک (به فرانسوی: Lissac) به عنوان یک فروشگاه خرده‌فروشی عدسی‌های چشمی در سال ۱۹۳۱ قبل از این که تبدیل به تولیدکننده عدسی شود، شروع به کار کرد. در همان سال ۱۹۵۹ که اسل عدسی تدریجی خود را اختراع کرد، لیساک نیز کشف خود را داشت: عدسی Orma 1000، ساخته شده از مواد سبک‌وزن.

### از ۱۹۷۲ تا ۱۹۷۹: پدید آمدن اسیلور
بعد از سال‌ها رقابت بر سر بازار فروش، اسل و سیلور سرانجام در سال ۱۹۷۲ ادغام شدند تا شرکت اسیلور را به عنوان سومین شرکت بزرگ تولید عدسی‌های چشمی پدید آورند. آن‌ها در سال اول فعالیت خود شرکتی غیرتجاری به نام وال‌اپتک تأسیس کردند که تنها به عنوان سهام‌دار نیمی از سهام اسیلور از طرف مدیران شرکت که سرمایه شرکت از طریق آن‌ها تأمین می‌شد، ایفای نقش می‌کرد و سپس کارخانه‌ای فرانسوی با نام بنویست-بتیو (به فرانسوی: Benoist-Bethiot) که متخصص تولید عدسی‌های تدریجی بود را خریداری کردند.
در اواسط دهه ۷۰ میلادی، اسیلور تمرکز خود را بر تبدیل شدن به یک گروه واقعی عدسی‌های چشمی که متخصص تولید عدسی‌های تدریجی پلاستیکی بود گذارد. بسیاری از کسب‌وکارهای خرد زیرمجموعه اسیلور در همان ابتدا فروخته شدند اما در سال ۱۹۷۴ اسیلور با ادغام کردن بنویست-بتیو و گیلبرت-روتیت (به فرانسوی: Guilbert-Routit)، زیرمجموعه‌ای با نام BBGR ایجاد کرد که در سال ۱۹۷۵ در بورس اوراق بهادار پذیرفته شد. اختراعات شرکت‌های اسل و سیلور که حال دیگر با نام اسیلور شناخته می‌شوند منجر به تولید عدسی اورما واریلوکس که در سال ۱۹۷۶ عرضه شد، انجامید.
در اواخر دهه ۷۰ میلادی، اسیلور با تغییر رویه و خرید کارخانه‌هایی در کشورهای ایالات متحده آمریکا، ایرلند و فیلیپین، از یک شرکت صادرکننده به یک شرکت بین‌المللی تبدیل شد.

### از ۱۹۸۰ تا ۱۹۸۹: گسترش جهانی
دهه هشتاد میلادی با یک رقابت حساس شروع شد. اسیلور چهار کارخانه‌ی جدید در کشورهای مکزیک، پورتو ریکو، برزیل و تایلند خریداری کرد. در فرانسه نیز، ابزارهای اتوماتیک جدید، فرآیند تولید آن‌ها را تسهیل کردند. بسیاری از توزیع‌کنندگان در اروپا (نروژ و پرتغال) و آسیا (برمه، اندونزی، ژاپن، مالزی، سنگاپور، تایوان و ویتنام) توسط اسیلور خریداری و یا در آن ادغام شدند.
در ایالات متحده آمریکا نیز، تمامی زیرمجموعه‌های آن‌ها تحت نام اسیلور آمریکا به یک شرکت واحد تبدیل شدند. این شبکه‌ی جهانی برای اسیلور این امکان را فراهم کرد که نسل جدید عدسی‌های واریلوکس خود را با نام VMD در اروپا و آمریکا توزیع کند.

### از ۱۹۹۰ تا ۱۹۹۹: همکاری
در این برهه، اسیلور به تدریج تولید قاب‌های عینک خود را متوقف کرد تا به طور کامل بر روی تولید عدسی‌های چشمی تمرکز کند. در همین دهه بود که روکش ضدخش و ضدلکه و ضدبازتاب خود با نام کریزال (به فرانسوی: Crizal) برروی عدسی‌های خود به بازار روانه کرد. همچنین اسیلور در این سال‌ها با شرکت آمریکایی PPG همکاری کرد تا عدسی‌های ترانزیشن، که براساس حجم نور محیط تاریک و روشن می‌شوند، را بوجود بیاورد. کار اسیلور در این دهه با این مووضع خاتمه پیدا نکرد و مالکیت شرکت جنتکس (به انگلیسی: Gentex) را نیز به دست آورد تا بتواند عدسی‌ها و شیشه‌های پلی‌کربنات سبک‌وزن و نشکستنی خود را برای کاربرد هوایی (Airwear) به بازار عرضه کند.

### از ۲۰۰۰ تا ۲۰۰۹
در سال ۲۰۰۷، اسیلور در ایالات متحده آمریکا، بنیاد بینایی اسیلور را تأسیس کرد. این بنیاد ایجاد شد تا در مدارس آزمایشاتی برای یافتن مشکلات بینایی افراد شروع کند و همچنین به کودکان نیازمند دارای مشکلات بینایی کمک کرده و عینک طبی در اختیار آنان قرار دهد.
در سال ۲۰۰۸ نیز اسیلور مالکیت شرکت سوئیسی ساتیسلو (به انگلیسی: Satisloh) که به تولید تجهیزات آزمایشگاهی نسخه‌نویسی می‌پرداخت، به دست آورد.

### از ۲۰۱۰ تا ۲۰۱۶: تنوع‌بخشی
در سال ۲۰۱۰ نیز اسیلور پنجاه درصد از مالکیت شرکت اسرائیلی صنایع اپتیکال شامیر را به دست آورد. صنایع شامیر فرصت را غنیمت شمرده و از شبکه‌ی گسترده توزیع اسیلور نهایت استفاده را برای توسعه فعالیت‌های خود با تولید محصولات جدید، کرد. همچنین در همان سال، اسیلور مالکیت شرکت بین‌المللی FGX را نیز به دست آورد، شرکتی آمریکایی که برندهای محتلف از جمله فاستر گرنت (به انگلیسی: Foster Grant) را در اختیار داشت.
در سال ۲۰۱۱، اسیلور کماکان به دنبال گسترش خود، پنجاه درصد از مالکیت شرکت چینی وانکسین اپتیکال را نیز در اختیار گرفت که محرک اسیلور برای این کار، پیری جمعیت چین و افزایش نیاز به تجهیزات مراقبت از چشم در آن کشور بود.
چهلمین سالگرد ادغام شرکت‌های اسل و سیلور در ژوئیه ۲۰۱۲ بود که برای گرامیداشت این مهم و برجسته نمودن پیشرفت خود در این صنعت، در المپیک ویژه (یرنامه بین‌المللی سالانه در بر گيرنده تمرينات و مسابقات ورزشی برای بيش از يک ميليون كودک و بزرگسال كم‌توان ذهنی) سپتامبر همان سال تعهد خود به تأمین یک‌صد هزار عینک طبی طی ده سال برای ورزشکاران این مسابقات اعلام کرد.
در ماه می ۲۰۱۳ شرکت‌های سافیلو و اسیلور توافقی رقم زدند که مطابق آن اسیلور مجوز استفاده از عدسی‌های پولاریزه سافیلو را برای ده سال داشته باشد. در ژوئیه ۲۰۱۳ نیز پنجاه و یک درصد از سهام شرکت صنایع PPG را برای عدسی‌های ترانزیشن خریداری کرد که در نهایت این مالکیت برای عدسی‌های ترانزیشن در راستای توسعه برتری اسیلور در بازار عدسی‌های ترانزیشن در سال ۲۰۱۴ به صد در صد رسید.
در ماه مارس ۲۰۱۴ اسیلور خبر از تحت مالکیت گرفتن وب‌سایت توزیع و خرده‌فروشی کانادائی، Coastal.com، داد و آن را در سال ۲۰۱۵ به Clearly.ca ری‌برند کرد. اسیلور با این کار توزیع اینترنتی خود را تقویت کرد و این وب‌سایت را به زیرمجموعه‌های دیگر آنلاین خود از جمله MyOnlineOptical، FramesDirect و Eyebuydirect اضافه کرد.
در همین سال ۲۰۱۴ بود که اسیلور چهار جایزه در اولین دوره Vision-X VP برنده شد. سری واریلوکس-اس این شرکت به عنوان پرطرفدارترین عدسی تدریجی و عدسی ترنزیشن Signature VII برنده پرطرفدارین محصول مقرون به صرفه انتخاب شدند. همچنین روکش‌های فرابنفش کریزال فورته (به انگلیسی: Crizal Forte UV) و دستگاه تراش آقای آبی (به انگلیسی: Mr Blue) به عنوان پرطرفدارترین روکش‌های عدسی/ارزش فزوده و بهترین محصول ارزش‌ساز آزمایشگاهی انتخاب شدند.
در سال ۲۰۱۵، شاخه ایالات متحده آمریکای اسیلور، شرکت ویژن سورس (یک شبکه خدماتی از اپتومتریست‌های مستقل) را از Brazos Equity Partners LLC با مبغلی فاش‌نشده، خریداری کرد.
در تاریخ ۱۹ مارس ۲۰۱۶ ارزش کل سهام شرکت اسیلور به ۲۳٫۵۶۴ میلیون یورو رسید که تقسیم بر ۲۱۶٫۴۷۷٫۹۳۴ سهم شده بود و در همان ماه، اسیلور وب‌سایت VisionDirect UK بریتانیایی را که یک خرده‌فروش آنلاین لنزهای طبی بود را خریداری کرد و آن را به دیگر برندهای فعلی خود اضافه کرد. در ماه آگوست همان سال نیز اسیلور خرید شرکت MyOptique Group Ltd را با مبلغی نزدیک به ۱۲۰ میلیون پوند نهایی کرد که هدف از آن گسترش فعالیت خود در اروپای مرکزی بود.

### ۲۰۱۸: ادغام با لوکساتیکا
در ژانویه ۲۰۱۷، اسیلور پیشنهاد ادغام با لوکساتیکا را مشروط به دریافت مجوزات قانونی و وجود شرایط رقابت، قبول کرد. این شروط به طور کلی به خاطر این بود که لوکساتیکا با اتهاماتی مبنی بر شیوه‌های فعالیتی ناعادلانه، از جمله سوء استفاده از تسلط خود بر بازار برای کنترل و افزایش قیمت و همچنین محدودسازی بازار رقابت از طریق انحصار روبرو بود.
نهایتاً در ماه مارس سال ۲۰۱۸، ادغام شرکت‌های اسیلور و لوکساتیکا از کمیسیون تجارت فدرال آمریکا و نیز کمیسیون تجارت اروپا بدون هیچگونه شرطی مجوز دریافت کرد و در یکم اکتبر ۲۰۱۸ به طور رسمی یک شرکت هلدینگ جدید به نام اسیلور-لوکساتیکا با مجموع ارزش بازار ۵۷ میلیارد یورو ایجاد شد.

## برندهای عینک و عدسی
- اسیلور
- واریلوکس
- کریزال
- آی‌زن (به انگلیسی: Eyezen)
- اکسپیریو (به انگلیسی: Xperio)
- اپتی‌فاگ (به انگلیسی: Optifog)
- استلست
- ترنزیشنز
- فاستر گرنت
- بولون (به انگلیسی: Bolon)
- مولشن (به انگلیسی: Molsion)
- عدسی‌های کداک (به انگلیسی: Kodak Lens)

## فروشگاه‌های خرده‌فروشی اینترنتی
- Clearly
- Eyebuydirect
- Framesdirect
- Lensway
- My Optique Group
- Vision Direct

## تحقیق و توسعه
اسیلور هر سال بیش از ۲۰۰ میلیون یورو در بخش تحقیق و توسعه سرمایه‌گذاری می‌کند که سه برابر بیشتر از مجموع سایر حاضرین در این صنعت است. مرکز نوآوری و فناوری و همچنین آکادمی بین‌المللی بینایی اسیلور در تأسیساتی به نام Kallang Bahru در سنگاپور مستقر هستند. در سال ۲۰۱۱، دانشگاه پیر و ماری کوری آزمایشات پوشنده اسیلور را تأیید کردند. در سال ۲۰۱۸ نیز برای هشتمین سال متوالی در فهرست نوآورترین شرکت‌های جهان فوربز قرار گرفت؛ این سومین شرکت فرانسوی در این رتبه‌بندی است.

### نوآوری
Essilor حدود ۴۵۰ محقق در پنج مرکز تحقیق و توسعه خود دارد: یکی در ایرلند که به عدسی‌های فتوکرومیک اختصاص دارد و چهار مرکز نوآوری و فناوری در اروپا (Créteil، فرانسه)، ایالات متحده (دالاس) و آسیا (چین و سنگاپور). این پنج مرکز محصولات جدید را توسعه می‌دهند و برای شناسایی و ایجاد بهترین مشارکت‌های تحقیقاتی ممکن تلاش می کنند.
در سال ۲۰۱۰، اسیلور مرکزی به نام «آزمایشگاه خریداران» ایجاد کرد و سپس در سال ۲۰۲۰ آن را به «آزمایشگاه همراهان اسیلور™» تغییر نام داد، این مراکز، فروشگاه‌هایی برای پشتیانی از بینایی‌شناسان و روش‌های جدید آن‌ها هستند.
در سال ۲۰۱۸، نمایشگاه بین‌المللی اپتیکس، از اسیلور بابت دو محصول Vision-R™800 در رسته مواد/تجهیزات و BBGR's BLUV® XPERT در رسته بینایی تقدیر کرد. در همان سال هم در رده‌بندی مجله فوربز با شانزده پله صعود نسبت به سال قبل در رده پنجاه و دوم قرار گرفت. شرکت اسیلور از سال ۲۰۱۰ هر ساله در میان ۱۰۰ شرکت برتر سهامی عام می‌گیرد و سرمایه‌گذاران آن را به عنوان شرکتی با بالاترین پتانسیل نوآوری می‌شناسند.

#### واقعیت مجازی
دپارتمان تحقیق اسیلور تمرکز ویژه‌ای بر ترکیب دو رشته‌ی «اپتیک و فیزیولوژی» که مکمل یکدیگر هستند دارد و با بوجود آمدن فنآوری واقعیت مجازی که به سادگی اجازه می‌دهد در محیط سه‌بعدی مسائل را درک و با آن تعامل پیدا کنند، بی‌درنگ آن را به کار گرفتند.
محققین اسیلور امروزه با به کارگیری سیستم‌های تجسمی مجازی و استفاده از الگوریتم‌ها و مدل‌سازی شیوه‌های جدیدی برای ایجاد راه‌کارهای نوین این حوزه به وجود آورده‌اند که محصول هر راه‌کار سریعاً می‌تواند در محیط مجازی برای استفاده‌کنندگان آزمایش شود. این شبیه‌ساز امکان تغییر خواص عدسی‌های در حال آزمایش، مطالعه اثرات نوری و اندازه‌گیری فوری رضایت کاربران را فراهم می‌کند و برای انجام این کار یک حسگر مغناطیسی حرکات سر کاربر و تصاویری که چشم او دقیقاً می‌بیند را ۱۲۰ بار در ثانیه ثبت می‌کند؛ پس از آزمایش، از نتایج برای تنظیم دقیق عملکرد عدسی‌ها استفاده خواهد شد. در سال ۲۰۰۸، نسخه جدید عدسی واریلوکس ایپسیو با استفاده از سیستم واقعیت مجازی اسیلور طراحی و تولید شد.

### همکاری‌ها
اسیلور با تعداد زیادی از دانشگاه‌ها و انجمن‌های علمی و فنی مشارکت دارد.
این شرکت در تأسیس مؤسسه بینایی (به فرانسوی: Institut de la Vision de Paris) که فعالیت آن در زمینه آسیب‌شناسی چشم است و در سال ۲۰۰۸ مشارکت داشت. در سال ۲۰۱۵ نیز این شرکت با همکاری مؤسسه بینایی و دانشگاه سوربن پاریس، یک برنامه تحقیقاتی مشترک نیمه‌خصوصی در مورد پیر شدن سالم بینایی به نام سیلورسایت (به انگلیسی: Silversight) ایجاد کردند.
در سال ۲۰۰۱، اسیلور همکاری خود را با دانشگاه مونترال در زمینه ادراک و پیری آغاز کرد. در سال ۲۰۰۳ این برنامه تبدیل به کرسی صنعتی NSERC-Essilor شد.
در سال ۲۰۱۲ این شرکت یکی از شش شریک صنعتی بود که همراه با شورای تحقیقات علوم طبیعی و مهندسی کانادا (به اختصار: NSERC) برای ایجاد یک کرسی تحقیقاتی در زمینه مهندسی روکش در دانشکده پلی‌تلکنیک مونترال (به فرانسوی: Ecole Polytechnique de Montréal) همکاری کرد.
در سال ۲۰۱۳، این شرکت یک مرکز تحقیقاتی مشترک در چین با همکاری دانشگاه پزشکی ونژو برای بررسی پیشرفت نزدیک‌بینی، با تمرکز بر تغییرات نزدیک‌بینی در کودکان تأسیس کرد.
در سال ۲۰۱۵ نیز اسیلور و CNRS LAAS یک مشارکت تحقیقاتی امضاء کردند که در آن تیمی چندتخصصی متشکل از محققان و مهندسان در مورد عدسی‌ها و عینک‌هایی با عملکرد فعال و متصل تحقیق خود را آغاز کردند.

## برندها

### واریلوکس
واریلوکس برندی از عدسی‌های تدریجی برای افراد مبتلا به پیرچشمی است که بینایی آن‌ها را در فواصل دور و نزدیک و متوسط تصحیح می‌کند. مهندسی به نام برنارد مارتینز (به انگلیسی: Bernard Maitenaz) این لنز را در سال ۱۹۵۹ اختراع کرد و این برند اولین عدسی تدریجی بود که به بازار عرضه شد.

#### کریزال پرونسیا
این برند (به انگلیسی: Crizal Prevencia) در سال ۲۰۱۳ عرضه شد و یک نوع عدسی است که نورهای مفید را وارد می‌کند و اشعه‌های آبی-بنفش و فرابنفش را فیلتر می‌کند. اسیلور برای این عدسی برنده جایزه نوآوری دانشگاه پیر و ماری کوری پاریس در سال ۲۰۱۴ شد.

### آی‌زن
در سال ۲۰۱۵ اسیلور عدسی‌های آی‌زن را که برای زندگی روزمره افرادی که بیشتر با نمایشگرها در ارتباط هستند، روانه بازار کرد. تحقیقات مشخص کرده بود که فاصله خواندن ۴۰ سانتی‌متر که به عنوان استاندارد تولید عدسی‌ها در نظر گرفته می‌شد، در هنگام استفاده از ابزارهای دیجیتال به ۳۳ سانتی‌متر کاهش یافته بود.

### ترنزیشنز
کمپانی ترنزیشنز اپتیکال، به عنوان شاخه تخصصی عدسی‌های فتوکرومیک به عنوان یک سرمایه‌گذاری مشترک بین صنایع PPG و اسیلور بین‌المللی S.A. در سال ۱۹۹۰ تأسیس شد. در سال ۲۰۰۹ این شرکت اولین سپر فتوکرومیک تجاری مناسب برای کلاه‌های ایمنی موتورسیکلت را راه‌اندازی کرد. در سال ۲۰۱۰ عدسی‌های ترنزیشنز XTRActive را معرفی کرد با فناوری انقلابی که به عدسی‌ها اجازه می‌دهند در پشت شیشه جلو اتومبیل فعال شوند.
در آپریل ۲۰۱۴، اسیلور کلیه سهام صنایع PPG را در کمپانی ترنزیشنز خریداری کرد.
در سال ۲۰۱۸، اسیلور اعلام کرد که ترنزیشنز اپتیکال با شرکت بینایی جانسون و جانسون، همکاری کرده تا فناوری فتوکرومیک سازگار با نور را برای اولین بار در یک لنز طبی در دسترس قرار دهد. در اواخر همان سال، مجله تایم Acuvue Oasys را که دارای هوش ترنزیشن نور بود را به عنوان بهترین اختراع ۲۰۱۸ معرفی کرد.

### ویژن دایرکت
ویژن دایرکت پیشتر به عنوان گروه با مسئولیت محدود ویژن دایرکت شناخته می‌شد و یک خرده‌فروش اینترنتی لنزهای طبی، محصولات مراقبت چشمی بود. این فروشگاه در ابتدا با عنوان اپتیکال پارتنرز پی‌ال‌سی (به انگلیسی: Optical Partners plc) و در سال ۲۰۰۴ توسط مایکل کرفتمن (به انگلیسی: Michael Kraftman) در بریتانیا بنیاد نهاده شد. این فروشگاه علاوه بر بریتانیا، در ایالات متحده آمریکا، ایرلند، فرانسه، ایتالیا، فرانسه، هلند و بلژیک فعالیت می‌کرد و در سال ۲۰۱۴ خود را به GetLenses ری‌برند کرد.
در سال ۲۰۱۶، ویژن دایرکت توسط اسیلور خریداری شد تا در کنار دیگر برندهای اینترنتی این شرکت، تسلط خود را بر بازار اینترنتی نیز تثبیت کند.

## مسئولیت‌های اجتماعی شرکت

### ابتکارات
بنیاد بینایی اسیلور سال ۲۰۰۷ در ایالات متحده آمریکا با هدف کمک به رفع ضعف بینایی در میان کودکان تأسیس شد.
در سال ۲۰۱۲، اسیلور مؤسسه Vision Impact را تأسیس کرد که پایگاه‌داده‌ای از تحقیقات و مطالعات علمی در مورد سلامت بینایی را مدیریت می‌کند و در تلاش برای بالا بردن آگاهی عموم درباره فواید بهبود بینایی است تا بتواند بدین شکل بر روی تصمیمات و سیاست‌گذاری‌های عمومی این حوزه تأثیرگذار باشد. یکی از اولین مستنداتی که توسط این مؤسسه منتشر گردید نشان داد که در سال مبلغی حدود ۲۲۷ میلیارد دلار به علت مشکلات بینایی از دست می‌رود. در سال ۲۰۱۶ نیز این مجموعه مشارکت بسیاری در گزارش EYElliance تحت نام «Bridging the visual divide» در مجمع جهانی اقتصاد داشت که درخواست حمایت مالی برای دسترس‌پذیری عینک‌های طبی داشت.
در سال ۲۰۱۳، اسیلور، برنامه چشم میترا را در هند به راه انداخت تا حجم میزان مراقبت‌های بینایی را در منطقه‌های کمتر توسعه‌یافته افزایش دهد.

### همکاری‌ها

#### فدراسیون بین‌المللی اتومبیل‌رانی (فیا)
اسیلور و فدراسیون بین‌المللی اتومبیل‌ارنی یک توافق سه ساله امضاء کردند که بینایی خوب را به عنوان کلید اصلی ایمنی در جاده از طریق کمپین‌های آگاهی‌رسانی ترویج کنند که بر اهمیت آزمایش‌های بینایی منظم برای اطمینان از رانندگی ایمن تأکید کنند.

#### صندوق تولیت جوبیلی
در آپریل ۲۰۱۸، صندوق تولیت جوبیلی الماس ملکه الیزابت، از ایجاد صدوق Vision Catalyst برای ارائه مراقبت از چشم به مردم کشورهای مشترک‌المنافع بریتانیا خبر داد. اسیلور در این صندوق شریک است.